# Verbandsgemeinde Linz am Rhein
Die Verbandsgemeinde Linz am Rhein ist eine Gebietskörperschaft im Landkreis Neuwied im nördlichen rechtsrheinischen Rheinland-Pfalz. Der Verbandsgemeinde gehören die Stadt Linz am Rhein sowie sechs weitere Ortsgemeinden an, der Verwaltungssitz ist in der namensgebenden Stadt Linz am Rhein.

## Verbandsangehörige Gemeinden
| Ortsgemeinde, Stadt            | Fläche (km²) | Einwohner |
| ------------------------------ | ------------ | --------- |
| Dattenberg                     | 9,33         | 1.545     |
| Kasbach-Ohlenberg              | 4,78         | 1.441     |
| Leubsdorf                      | 10,22        | 1.632     |
| Linz am Rhein, Stadt           | 17,98        | 6.417     |
| Ockenfels                      | 1,66         | 1.044     |
| Sankt Katharinen               | 13,83        | 3.478     |
| Vettelschoß                    | 6,91         | 3.750     |
| Verbandsgemeinde Linz am Rhein | 64,71        | 19.307    |

(Einwohner am 31. Dezember 2023)

## Geschichte
Das Gebiet der Verbandsgemeinde und die lokalen Zuständigkeiten der Ortsgemeinden gehen auf frühere Strukturen zurück. Die bis 1968 bestehende Bürgermeisterei Linz (ab 1927 „Amt Linz“) umfasste ein in weiten Teilen deckungsgleiches Gebiet, zu dem jedoch nicht die Ortsgemeinde Vettelschoß und das heute zu Sankt Katharinen gehörende Gebiet der ehemaligen Gemeinde Lorscheid gehörte. Die Ortsgemeinde Vettelschoß wurde erst am 7. November 1970 durch das „Achte Landesgesetz über die Verwaltungsvereinfachung im Lande Rheinland-Pfalz“ vom 28. Juli 1970 der Verbandsgemeinde Linz am Rhein zugeordnet.

### Kirchspiel Linz
Die Bewohner des Kirchspiels Linz unterstanden zu Beginn des 14. Jahrhunderts kirchlich mit allen Rechten und Pflichten der Großpfarrei St. Martin im Erzbistum Trier, hinsichtlich der Hochgerichtsbarkeit der „Hohen Veste Altenwied“, das zum Erzstift Köln gehörte. Zudem waren sie abhängig von dem jeweiligen Grundherrn und dessen Gericht. Nach der Erhebung des Ortes Linz zur Stadt (zwischen 1304 und 1332) wurden die zu Linz gehörenden Kirchspieldörfer Dattenberg, Hargarten, Hausen (gemeint ist Linzhausen), Kasbach (links des Bachs), Leubsdorf, Ockenfels und Ohlenberg in eine neue, über das Kirchliche hinausgehende kommunale Rechts- und Verwaltungsstruktur eingebunden, die „Stadt und Kirchspiel von Linz“ genannt wurde. Dabei stiegen die Eingesessenen der genannten Dörfer von Amtsuntertanen zu Freien Bürgern („Freie Bürger“ oder „Pfahlbürger“) auf und mussten dafür zu allen Stadtlasten beitragen.

### Bevölkerungsentwicklung
Die Entwicklung der Einwohnerzahl auf dem heutigen Gebiet der Verbandsgemeinde Linz am Rhein; die Werte von 1871 bis 1987 beruhen auf Volkszählungen:
| Jahr | Einwohner |
| 1815 | 4.910     |
| 1835 | 6.505     |
| 1871 | 7.571     |
| 1905 | 9.212     |
| 1939 | 11.797    |
| 1950 | 12.931    |

| Jahr | Einwohner |
| 1961 | 13.926    |
| 1970 | 15.395    |
| 1987 | 15.682    |
| 1997 | 14.511    |
| 2005 | 14.206    |
| 2023 | 19.307    |

## Politik

### Verbandsgemeinderat
Der Verbandsgemeinderat Linz am Rhein besteht aus 32 ehrenamtlichen Ratsmitgliedern, die bei der Kommunalwahl am 9. Juni 2024 in einer personalisierten Verhältniswahl gewählt wurden, und dem hauptamtlichen Bürgermeister als Vorsitzendem.
Die Sitzverteilung im Verbandsgemeinderat:
| Wahl | SPD | CDU | Grüne | FDP | Linke | FWG | Gesamt   |
| ---- | --- | --- | ----- | --- | ----- | --- | -------- |
| 2024 | 6   | 14  | 3     | 1   | 1     | 7   | 32 Sitze |
| 2019 | 6   | 13  | 4     | 2   | 1     | 6   | 32 Sitze |
| 2014 | 7   | 15  | 2     | 1   | 1     | 6   | 32 Sitze |
| 2009 | 7   | 15  | 2     | 1   | 1     | 6   | 32 Sitze |
| 2004 | 7   | 18  | 2     | 0   | –     | 5   | 32 Sitze |

- FWG = Freie Wählergruppe der Verbandsgemeinde Linz e. V.

### Bürgermeister
Frank Becker (FWG) wurde am 28. Januar 2023 Bürgermeister der Verbandsgemeinde Linz am Rhein. Bei der Direktwahl am 11. September 2022 wurde Frank Becker mit einem Stimmenanteil von 52,4 % für acht Jahre gewählt.
Sein Vorgänger war Hans-Günter Fischer (CDU). Bei der Direktwahl am 7. September 2014 wurde er mit einem Stimmenanteil von 67,5 % für eine zweite Amtszeit von acht Jahren gewählt, die am 27. Januar 2023 endete.

### Kommunale Partnerschaft
Die Verbandsgemeinde unterhält eine kommunale Partnerschaft mit der polnischen Stadt Namysłów (Namslau) in der Woiwodschaft Oppeln. Die Partnerschaftsurkunde wurde am 29. September 2000 unterschrieben.